# Даниловка (Симферопольский район)
Даниловка (укр. Данилівка, крымскотат. Danilovka, Даниловка) — исчезнувшее селение в Симферопольском районе Крыма. Располагалось на северо-западе района, в степном Крыму, примерно в 1 километре к северу от современного села Родниково.

## История
Впервые в доступных источниках хутор Даниловка встречается на карте Крымского Статистического Управления 1922 года в составе Сарабузского района Симферопольского уезда. В 1922 году уезды получили название округов. 11 октября 1923 года, согласно постановлению ВЦИК, в административное деление Крымской АССР были внесены изменения, в результате которых Сарабузский район был ликвидирован и образован Симферопольский и село включили в его состав. Согласно Списку населённых пунктов Крымской АССР по Всесоюзной переписи 17 декабря 1926 года, на хуторе Даниловка, Картмышик-Немецкого сельсовета Симферопольского района, числилось 5 дворов, из них 4 крестьянских, население составляло 26 человек, из них 14 русских, 11 немцев и 1 украинец. В последний раз Даниловка встречается на карте генштаба РККА 1941 года, на карте 1942 года её уже нет.